# Dieter Dzewas
Dieter Dzewas (* 21. September 1955 in Lüdenscheid) ist ein deutscher Politiker (SPD). Von 2004 bis 2020 war er Bürgermeister der Stadt Lüdenscheid.
In der 14. Legislaturperiode von 1998 bis 2002 war er Mitglied des Deutschen Bundestages (MdB). Bei der Bundestagswahl 2002 kandidierte er erneut, verfehlte aber aufgrund eines hinteren Listenplatzes den erneuten Einzug.
Der Listenplatz hätte im September/Oktober 2004 den Einzug in den Deutschen Bundestag als Nachrücker ermöglicht. Jedoch trat Dieter Dzewas als Bürgermeisterkandidat im Kommunalwahlkampf an. Nach seinem Sieg in der Stichwahl zum Bürgermeister der Stadt Lüdenscheid am 10. Oktober 2004 gegen Friedrich Karl Schmidt (CDU) verzichtete Dieter Dzewas auf den Einzug und wurde Bürgermeister.
Bei den Kommunalwahlen am 30. August 2009 wurde Dieter Dzewas für eine zweite Amtszeit wiedergewählt. Er erhielt 63,1 Prozent der Stimmen. Mit 68,3 Prozent der Stimmen wurde er 2014 erneut im Amt bestätigt. Sebastian Wagemeyer wurde 2020 sein Nachfolger. Dzewasʼ Amtszeit endete am 31. Oktober 2020.